# Rubén Blades
Rubén Blades Bellido de Luna (ur. 16 lipca 1948 w Panamie) – panamski piosenkarz salsy, jazzman, aktor i polityk, z wykształcenia prawnik.

## Życiorys
W 1973 osiadł w Stanach Zjednoczonych. Popularny wykonawca muzyki latynoamerykańskiej, pisał piosenki o tematyce społecznej. Przetłumaczył na hiszpański singiel What More Can I Give (był jednym z jego producentów oraz nagrywał wersję hiszpańską). Uczestniczył w przygotowywaniu soundtracku do filmu Oliver i spółka (nagrał do niego Buscando Guayaba). W 1994 kandydował w wyborach na prezydenta Panamy. Był ministrem turystyki od 2004 do 2009.

## Dyskografia
- Maestra Vida: Primera Parte (1980)
- Maestra Vida: Segundo Parte (1980)

## Filmografia

### Aktor
- 1988: Fasolowa wojna jako szeryf Bernabe Montoya
- 1990: Dwóch Jake’ów  jako Mickey Nice/Michael Weisskoph
- 1991: Szalone serce jako Ernesto Ontiveros
- 1994: Barwy nocy jako Martinez
- 1997: Zdrada jako Edwin Diaz
- 1997: Chińska szkatułka jako Jim
- 1999: Cradle Will Rock jako Diego Rivera
- 2003: Mroczna Argentyna jako Silvio Ayala
- 2012: Safe House jako Carlos Villar
- 2012: La Cristiada - For Greater Glory jako Plutarco Elías Calles
- 2015: Fear the Walking Dead jako Daniel Salazar

### Muzyka
- 1988: Oliver i spółka (nagrał do soundtracku: Buscando Guayaba)
- 1999: Pytania i odpowiedzi
- 2002: Imperium